# Torre Skyline
La Torre Skyline è un grattacielo di Cosenza.

## Storia e descrizione
I lavori iniziati nel 2008 sono terminati nel 2011. L'edificio ha un'altezza di 77 metri e 22 piani, di cui 21 fuori terra per abitazioni e uffici ed uno interrato per i box auto, la base al piano terra è stata adibita a verde attrezzato. Si trova a Cosenza, affacciandosi in via Panebianco, una delle arterie principali della città, nei pressi della caserma militare della città bruzia.
La Torre è stata realizzata dal Gruppo Costruzioni Burza su un lotto con superficie di 3 115 m². La superficie di ogni piano è di circa 450 m², le aree alla base del grattacielo sono state adibite a verde urbano con fontane con funzione di decoro per tutta l'area urbana adiacente.
L'edificio è stato realizzato seguendo i più innovativi standard energetici abitativi ottenendo la certificazione di classe A. Inoltre l'edificio oltre a rispettare le norme di sicurezza per ciò che riguarda il rischio sismico è dotato di un sistema di controllo della struttura in fibre ottiche sviluppato da Sismlab spin-off dell'Università della Calabria.